# David de Gea
Pour les articles homonymes, voir David de Gea (homonymie).
de Gea  Quintana est un nom espagnol. Le premier nom de famille, en général paternel, est de Gea ; le second, en général maternel, souvent omis, est Quintana.
David de Gea Quintana, (prononcé en espagnol : [daˈβið ðe ˈxea kinˈtana]), né le 7 novembre 1990 à Madrid en Espagne, est un footballeur international espagnol qui évolue au poste de gardien de but à l'ACF Fiorentina.

## Biographie

### Carrière en club

#### Atlético de Madrid

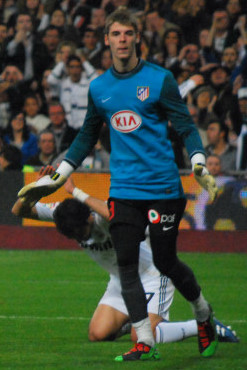
De Gea avec l'Atlético de Madrid en 2010.

Incorporé à l'effectif de l'Atlético de Madrid à l'aube de la saison 2009-2010 en tant que troisième gardien pour remplacer numériquement Grégory Coupet, David de Gea grimpe rapidement dans la hiérarchie établie. Il fait ses débuts professionnels le 30 septembre 2009 lors de la phase de groupes de la Ligue des champions face au FC Porto. De Gea remplace Roberto Jiménez Gago, blessé en milieu de première période, et encaisse deux buts (2-0).
Il effectue d'emblée de grosses prestations malgré son jeune âge et pousse sur le banc des remplaçants l'autre grand espoir du club à ce poste, recrue phare du mercato, Sergio Asenjo, auteur de prestations peu convaincantes.
Les Colchoneros n'hésitent pas un instant et prolongent le contrat de leur jeune gardien, qui était notamment suivi par Manchester United. Le 12 mai 2010, de Gea est titulaire lors de la finale de la première édition de la Ligue Europa remportée par le club madrilène aux dépens de Fulham (2-1 après prolongations). Il effectue une saison 2010-2011 pleine en participant à l'intégralité des 38 rencontres de Liga.

#### Manchester United
Le 29 juin 2011, il signe un contrat de cinq ans avec les Red Devils, la transaction s'élevant à 20 millions d'euros. De Gea prend part à son premier match officiel sous le maillot mancunien le 7 août 2011 lors du Community Shield remporté par les Red Devils face à Manchester City (victoire 3-2). Il fait sa première apparition en Premier League le 14 août 2011, lors de la première journée de la saison 2011-2012 face à West Bromwich Albion. Manchester s'impose par deux buts à un ce jour-là.

Le 1er décembre 2013, David De Gea dispute son 100e match sous les couleurs des Red Devils face à Tottenham. Le match se terminera par un match nul de 2-2.

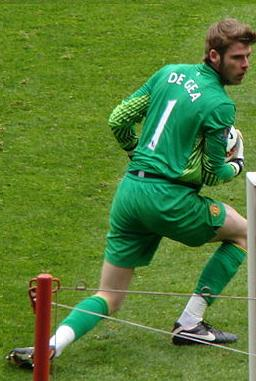
de Gea avec Manchester United en 2012.

Le 11 septembre 2015, David de Gea prolonge son contrat de quatre ans à la suite de son transfert raté au Real Madrid et se réconcilie avec l’entraîneur Louis van Gaal qui lui redonne sa place de titulaire qui fut prise par Sergio Romero.
Le 23 septembre, à la suite de la sortie de Wayne Rooney à la 81e minute, David De Gea porte le brassard de capitaine pour la première fois lors du troisième tour de la League Cup.
Le 12 janvier 2016, lors de la 21e journée de championnat, De Gea dispute son 200e match avec Manchester United face à Newcastle United (3-3).
Au vu de ses prestations spectaculaires, il est désigné comme l'un des meilleurs gardiens du monde.
À l'issue de la saison 2015-2016, il est élu, pour la troisième fois consécutive, meilleur joueur de la saison des Red Devils.
Le 16 septembre 2019, David de Gea prolonge son contrat avec le club de Manchester jusqu'en juin 2023 avec un an en option.
Le 8 juillet 2023 alors en fin de contrat avec Manchester United, le club annonce qu'il le quitte officiellement après y avoir passé 12 ans et joué 545 matchs pour 8 trophées remportés.

#### Fiorentina
Le 9 août 2024, il s’engage librement à l’ACF Fiorentina jusqu’en juin 2025, avec une option pour une année supplémentaire.
Il joue son premier match pour la Fiorentina le 22 août 2024, en étant titularisé lors d'une rencontre qualificative pour la phase de groupe de la Ligue Conférence 2024-2025 face au Puskás Akadémia FC (3-3).

### Sélection nationale
Sélectionné dans toutes les catégories depuis les moins de 17 ans, avec lesquelles il remporte l'Euro 2007.
David de Gea représente l'équipe d'Espagne des moins de 19 ans, sélection avec laquelle il participe au championnat d'Europe des moins de 19 ans en 2008, étant le gardien titulaire de l'équipe espagnole.
De Gea joue un seul match avec l'équipe d'Espagne des moins de 20 ans, le 14 avril 2009 contre l'Égypte. Il est titulaire et son équipe l'emporte (0-2 score final).
Suivi de près par le sélectionneur Vicente del Bosque depuis quelque temps, De Gea fait partie des 30 joueurs pré-sélectionnés par ce dernier en vue de la Coupe du monde 2010 en Afrique du Sud, mais il n'est pas retenu dans la liste définitive des 23 futurs champions du monde.
En juin 2011, il est titulaire lors de l'Euro espoirs remporté par l'Espagne face à la Suisse (0-2).
Le 3 juillet 2012, David de Gea fait partie des joueurs sélectionnés par Luis Milla pour disputer les Jeux olympiques de Londres avec l'Espagne.
En mars 2013, Vicente del Bosque retient De Gea pour les matchs contre la France et la Finlande afin de remplacer Iker Casillas, blessé au pouce. De Gea n'entre pas en jeu.
En mai 2014, il est de nouveau appelé par Vicente del Bosque pour être le troisième gardien de l'Espagne (derrière Casillas et Pepe Reina), à la suite de la blessure de Victor Valdés.

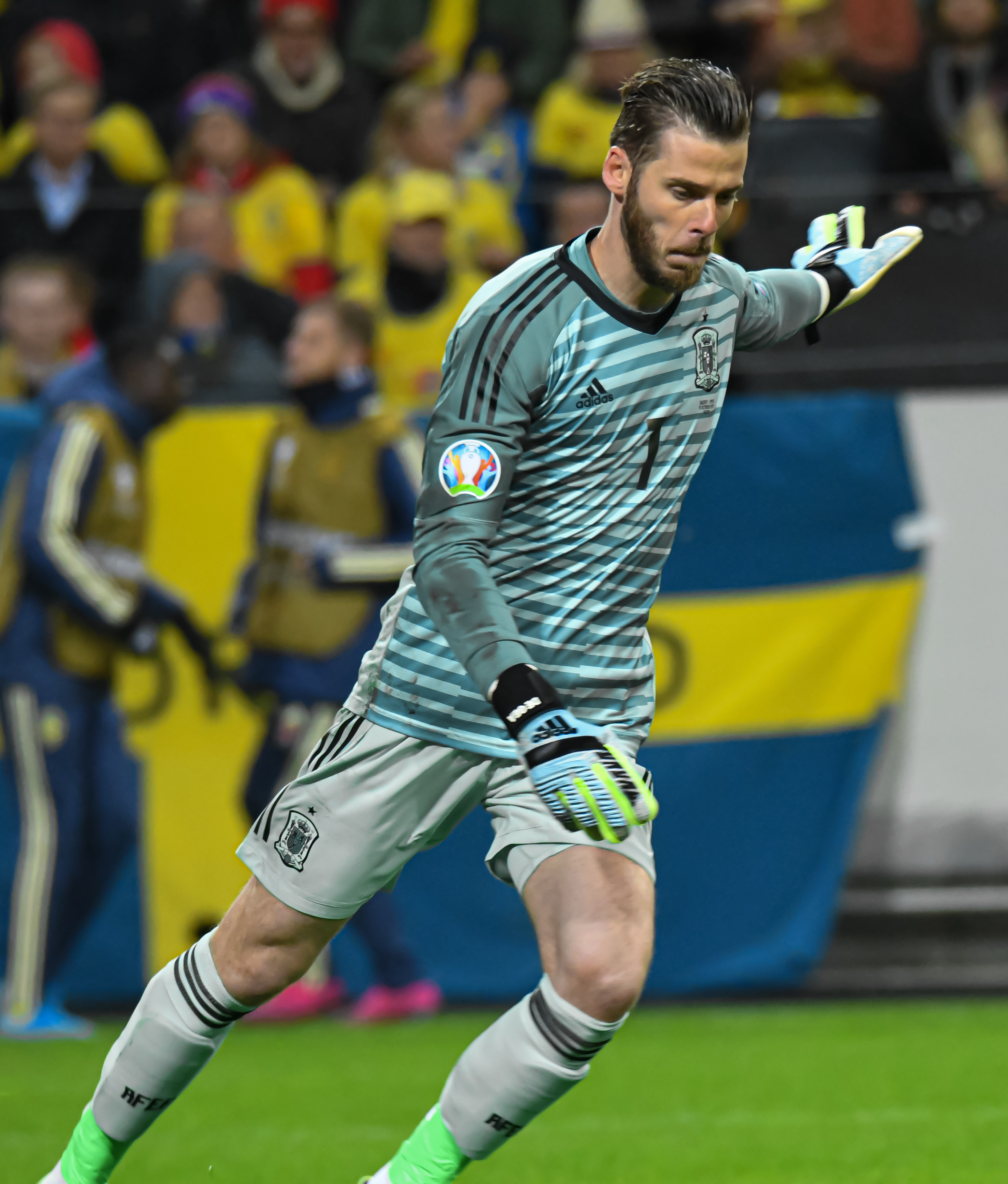
David de Gea avec l'Équipe d'Espagne en 2019.

Le 8 juin 2014, il honore sa première sélection avec la Roja en remplaçant Iker Casillas en seconde période lors du match de préparation à la Coupe du monde face
au Salvador (victoire 0-2 de l'Espagne).
Membre d'une liste provisoire de 25 joueurs espagnols sélectionnés pour disputer l'Euro 2016, il fait partie de la liste définitive de 23 joueurs annoncée le 31 mai. Pendant l'Euro 2016, il prend place dans les buts de la Roja habituellement gardés par Iker Casillas.
Lors de la Coupe du monde 2018 en Russie, il est le gardien titulaire de l'équipe espagnole sans faire appel aux remplaçants Kepa Arrizabalaga et Pepe Reina. Le premier match contre le Portugal se termine sur le score de 3: 3 contre le Portugal, en partie responsable du deuxième but encaissé en laissant filer un tir de Cristiano Ronaldo. Avec une victoire 1 à 0 contre l'Iran et un nul 2 à 2 contre le Maroc, l'équipe finit tout de même première du groupe B à égalité de points avec le Portugal. En huitième de finale, l'Espagne s'incline aux tirs au but face à la Russie, le pays hôte, sur un score de un but partout à l'issue du temps réglémentaire : De Gea ne peut pas arrêter un penalty marqué par Artyom Dziouba à la 41e et ne stoppe aucun des tirs au but perdus 5:4 avec les échecs de Koke et Iago Aspas. De Gea termine le tournoi avec six buts encaissés sur sept tirs cadrés, une des plus mauvaises statistiques en coupe du monde depuis 1966 pour un gardien ayant joué plus de trois matchs.
Il fait partie de la liste de 24 joueurs établie par le sélectionneur Luis Enrique pour disputer l'Euro 2020. Doublure d'Unai Simón, la Roja arrive en demi-finale de la compétition où elle est éliminée par l'Italie (futur vainqueur).
Il est absent de la liste de Luis Enrique pour participer à la Coupe du monde 2022 au Qatar ; Robert Sánchez, David Raya et Unai Simón lui sont préférés,.

## Statistiques
| Saison                | Club                  | Championnat           | Championnat | Championnat | Championnat | Coupe nationale | Coupe nationale | Coupe nationale | Coupe de la Ligue | Coupe de la Ligue | Coupe de la Ligue | Supercoupe | Supercoupe | Supercoupe | Compétition(s) continentale(s) | Compétition(s) continentale(s) | Compétition(s) continentale(s) | Compétition(s) continentale(s) | Supercoupe UEFA | Supercoupe UEFA | Supercoupe UEFA | Espagne | Espagne | Espagne | Total | Total | Total |
| Saison                | Club                  | Division              | M.          | B.          | P.d.        | M.              | B.              | P.d.            | M.                | B.                | P.d.              | M.         | B.         | P.d.       | Comp.                          | M.                             | B.                             | P.d.                           | M.              | B.              | P.d.            | M.      | B.      | P.d.    | M.    | B.    | P.d.  |
| 2009-2010             | Atlético de Madrid    | Liga                  | 19          | 0           | 0           | 7               | 0               | 0               | -                 | -                 | -                 | -          | -          | -          | C1+C3                          | 1+8                            | 0+0                            | 0                              | -               | -               | -               | -       | -       | -       | 35    | 0     | 0     |
| 2010-2011             | Atlético de Madrid    | Liga                  | 38          | 0           | 0           | 5               | 0               | 0               | -                 | -                 | -                 | -          | -          | -          | C3                             | 5                              | 0                              | 0                              | 1               | 0               | 0               | -       | -       | -       | 49    | 0     | 0     |
| Sous-total            | Sous-total            | Sous-total            | 57          | 0           | 0           | 12              | 0               | 0               | -                 | -                 | -                 | -          | -          | -          | -                              | 14                             | 0                              | 0                              | 1               | 0               | 0               | -       | -       | -       | 84    | 0     | 0     |
| 2011-2012             | Manchester United     | Premier League        | 29          | 0           | 0           | 1               | 0               | 0               | -                 | -                 | -                 | 1          | 0          | 0          | C1+C3                          | 4+4                            | 0+0                            | 0                              | -               | -               | -               | -       | -       | -       | 39    | 0     | 0     |
| 2012-2013             | Manchester United     | Premier League        | 28          | 0           | 0           | 5               | 0               | 0               | 1                 | 0                 | 0                 | -          | -          | -          | C1                             | 7                              | 0                              | 0                              | -               | -               | -               | -       | -       | -       | 41    | 0     | 0     |
| 2013-2014             | Manchester United     | Premier League        | 37          | 0           | 0           | -               | -               | -               | 4                 | 0                 | 0                 | 1          | 0          | 0          | C1                             | 10                             | 0                              | 1                              | -               | -               | -               | 1       | 0       | 0       | 53    | 0     | 1     |
| 2014-2015             | Manchester United     | Premier League        | 37          | 0           | 0           | 5               | 0               | 0               | 1                 | 0                 | 0                 | -          | -          | -          | -                              | -                              | -                              | -                              | -               | -               | -               | 4       | 0       | 0       | 47    | 0     | 0     |
| 2015-2016             | Manchester United     | Premier League        | 34          | 0           | 0           | 6               | 0               | 0               | 1                 | 0                 | 0                 | -          | -          | -          | C1+C3                          | 6+2                            | 0+0                            | 0                              | -               | -               | -               | 8       | 0       | 0       | 57    | 0     | 0     |
| 2016-2017             | Manchester United     | Premier League        | 35          | 0           | 0           | 1               | 0               | 0               | 5                 | 0                 | 0                 | 1          | 0          | 0          | C3                             | 3                              | 0                              | 0                              | -               | -               | -               | 8       | 0       | 0       | 53    | 0     | 0     |
| 2017-2018             | Manchester United     | Premier League        | 37          | 0           | 0           | 2               | 0               | 0               | -                 | -                 | -                 | -          | -          | -          | C1                             | 6                              | 0                              | 0                              | 1               | 0               | 0               | 12      | 0       | 1       | 58    | 0     | 1     |
| 2018-2019             | Manchester United     | Premier League        | 38          | 0           | 0           | 0               | 0               | 0               | -                 | -                 | -                 | -          | -          | -          | C1                             | 9                              | 0                              | 0                              | -               | -               | -               | 6       | 0       | 0       | 53    | 0     | 0     |
| 2019-2020             | Manchester United     | Premier League        | 38          | 0           | 0           | 1               | 0               | 0               | 2                 | 0                 | 0                 | -          | -          | -          | C3                             | 2                              | 0                              | 0                              | -               | -               | -               | 2       | 0       | 0       | 45    | 0     | 0     |
| 2020-2021             | Manchester United     | Premier League        | 26          | 0           | 0           | 0               | 0               | 0               | -                 | -                 | -                 | -          | -          | -          | C1+C3                          | 5+5                            | 0+0                            | 0                              | -               | -               | -               | 6       | 0       | 0       | 42    | 0     | 0     |
| 2021-2022             | Manchester United     | Premier League        | 38          | 0           | 0           | 1               | 0               | 0               | -                 | -                 | -                 | -          | -          | -          | C1                             | 7                              | 0                              | 0                              | -               | -               | -               | -       | -       | -       | 46    | 0     | 0     |
| 2022-2023             | Manchester United     | Premier League        | 38          | 0           | 0           | 6               | 0               | 0               | 2                 | 0                 | 0                 | -          | -          | -          | C3                             | 12                             | 0                              | 0                              | -               | -               | -               | -       | -       | -       | 58    | 0     | 0     |
| Sous-total            | Sous-total            | Sous-total            | 415         | 0           | 0           | 28              | 0               | 0               | 16                | 0                 | 0                 | 3          | 0          | 0          | -                              | 82                             | 0                              | 1                              | 1               | 0               | 0               | 45      | 0       | 1       | 590   | 0     | 2     |
| 2024-2025             | ACF Fiorentina        | Serie A               | 35          | 0           | 1           | 0               | 0               | 0               | -                 | -                 | -                 | -          | -          | -          | C4                             | 7                              | 0                              | 0                              | -               | -               | -               | -       | -       | -       | 42    | 0     | 1     |
| Sous-total            | Sous-total            | Sous-total            | 34          | 0           | 1           | 0               | 0               | 0               | 0                 | 0                 | 0                 | 0          | 0          | 0          | -                              | 7                              | 0                              | 0                              | 0               | 0               | 0               | 0       | 0       | 0       | 41    | 0     | 1     |
| Total sur la carrière | Total sur la carrière | Total sur la carrière | 506         | 0           | 1           | 40              | 0               | 0               | 16                | 0                 | 0                 | 3          | 0          | 0          | -                              | 103                            | 0                              | 1                              | 2               | 0               | 0               | 45      | 0       | 1       | 715   | 0     | 3     |

### En sélection
| Saison                | Sélection             | Phases finales              | Phases finales | Phases finales | Phases finales | Éliminatoires | Éliminatoires | Éliminatoires | Matchs amicaux | Matchs amicaux | Matchs amicaux | Total | Total | Total |
| Saison                | Sélection             | Compétition                 | M              | B              | Pd             | M             | B             | Pd            | M              | B              | Pd             | M     | B     | Pd    |
| --------------------- | --------------------- | --------------------------- | -------------- | -------------- | -------------- | ------------- | ------------- | ------------- | -------------- | -------------- | -------------- | ----- | ----- | ----- |
| 2013-2014             | Espagne               | Coupe du monde 2014         | 0              | 0              | 0              | 0             | 0             | 0             | 1              | 0              | 0              | 1     | 0     | 0     |
| 2014-2015             | Espagne               | -                           | -              | -              | -              | 1             | 0             | 0             | 3              | 0              | 0              | 4     | 0     | 0     |
| 2015-2016             | Espagne               | Championnat d'Europe 2016   | 4              | 0              | 0              | 2             | 0             | 0             | 2              | 0              | 0              | 8     | 0     | 0     |
| 2016-2017             | Espagne               | -                           | -              | -              | -              | 6             | 0             | 0             | 2              | 0              | 0              | 8     | 0     | 0     |
| 2017-2018             | Espagne               | Coupe du monde 2018         | 4              | 0              | 0              | 3             | 0             | 0             | 5              | 0              | 1              | 12    | 0     | 1     |
| 2018-2019             | Espagne               | Ligue des nations 2018-2019 | -              | -              | -              | 5             | 0             | 0             | 1              | 0              | 0              | 6     | 0     | 0     |
| 2019-2020             | Espagne               | -                           | -              | -              | -              | 2             | 0             | 0             | 0              | 0              | 0              | 2     | 0     | 0     |
| 2020-2021             | Espagne               | Championnat d'Europe 2020   | 0              | 0              | 0              | 4             | 0             | 0             | 0              | 0              | 0              | 6     | 0     | 0     |
| 2021-2022             | Espagne               | Ligue des nations 2020-2021 | 0              | 0              | 0              | 0             | 0             | 0             | 0              | 0              | 0              | 0     | 0     | 0     |
| Total sur la carrière | Total sur la carrière | Total sur la carrière       | 8              | 0              | 0              | 23            | 0             | 0             | 14             | 0              | 1              | 45    | 0     | 1     |

Le tableau suivant liste les rencontres de l'équipe d'Espagne dans lesquelles David de Gea a été sélectionné depuis le 28 mai 2017 jusqu'à présent :

## Palmarès

### En club
| Atlético de Madrid (2)                                                                   | Manchester United (8) |
| ---------------------------------------------------------------------------------------- | --- |
| - Ligue Europa (1) : - Vainqueur en 2010 - Supercoupe d'Europe (1) : - Vainqueur en 2010 | - Premier League (1) : - Champion en 2013 - Vice-champion en 2018 et 2021 - Coupe d'Angleterre (1) : - Vainqueur en 2016 - Finaliste en 2018 et 2023 - Coupe de la Ligue (2) : - Vainqueur en 2017 et 2023 - Community Shield (3) : - Vainqueur en 2011, 2013 et 2016 - Ligue Europa (1) : - Vainqueur en 2017 - Finaliste en 2021 - Supercoupe de l'UEFA (0) : - Finaliste en 2017 |

### En sélection nationale
| Espagne -17 ans (1)                                      | Espagne espoirs (2)                                              |
| -------------------------------------------------------- | ---------------------------------------------------------------- |
| - Championnat d'Europe -17 ans (1) : - Vainqueur en 2007 | - Championnat d'Europe espoirs (2) : - Vainqueur en 2011 et 2013 |

### Distinctions individuelles
- Membre de l'équipe-type du Championnat d'Europe Espoirs en 2011[23] et en 2013[24]
- Membre de l'équipe-type de la Premier League par l'Association des Footballeurs Professionnels (PFA) en 2013[25], en 2015[26], 2016[27], en 2017[28] et en 2018[29]
- Élu meilleur gardien du championnat anglais en 2018 et 2023[30],[31]
- Élu meilleur gardien du FIFA FIFPro World11 lors de la cérémonie FIFA - The Best 2018[32]

Arrêt de la saison en Premier League : 2012–13, 2013–14, 2014–15, 2015–16, 2017–18
Membre de l’équipe type de la Ligue Europa en 2015-2016